# Gördelmaskar
Gördelmaskar (Clitellata) är en klass av ringmaskar.
Gördelmaskarna är hermafroditer, de parar sig med varandra och sedan lägger de ägg i ett slemhölje som utsöndras av clitellum, den 'gördel' (kraftig ring) man ser en bit ner på den nedre änden. Clitellum är en unik struktur för denna klass av ringmaskar och är en ring av sekretoriska celler i epidermis.
Klassen består av tre underklasser: fåborstmaskar och iglar samt Branchiobdellae. Det föreligger viss oklarhet vad gäller den noggrannare indelningen av ringmaskarna.